# Babiana stricta
Babiana stricta är en irisväxtart som först beskrevs av William Aiton, och fick sitt nu gällande namn av Ker Gawl. Babiana stricta ingår i släktet Babiana och familjen irisväxter. Inga underarter finns listade i Catalogue of Life.

## Bildgalleri

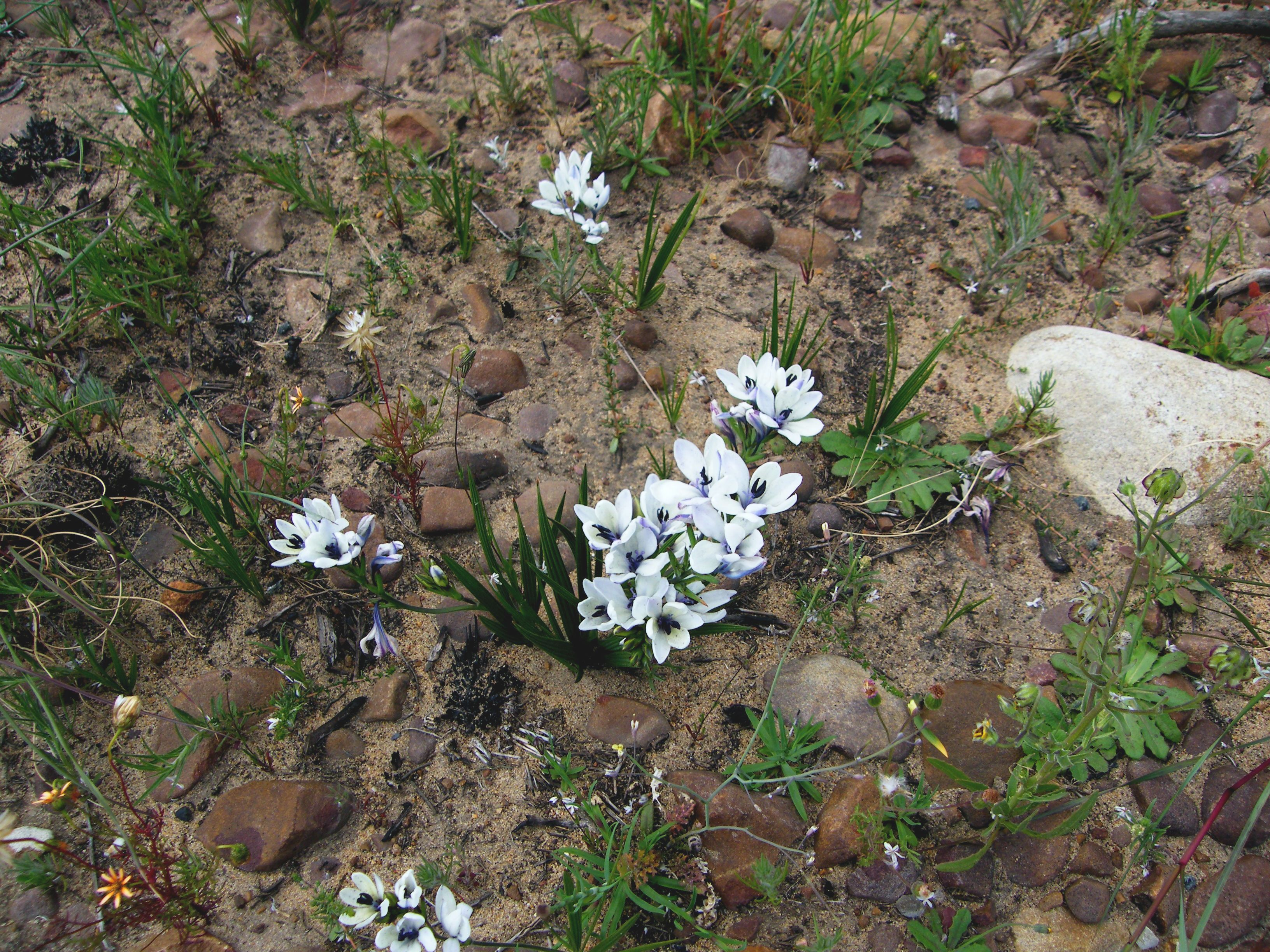
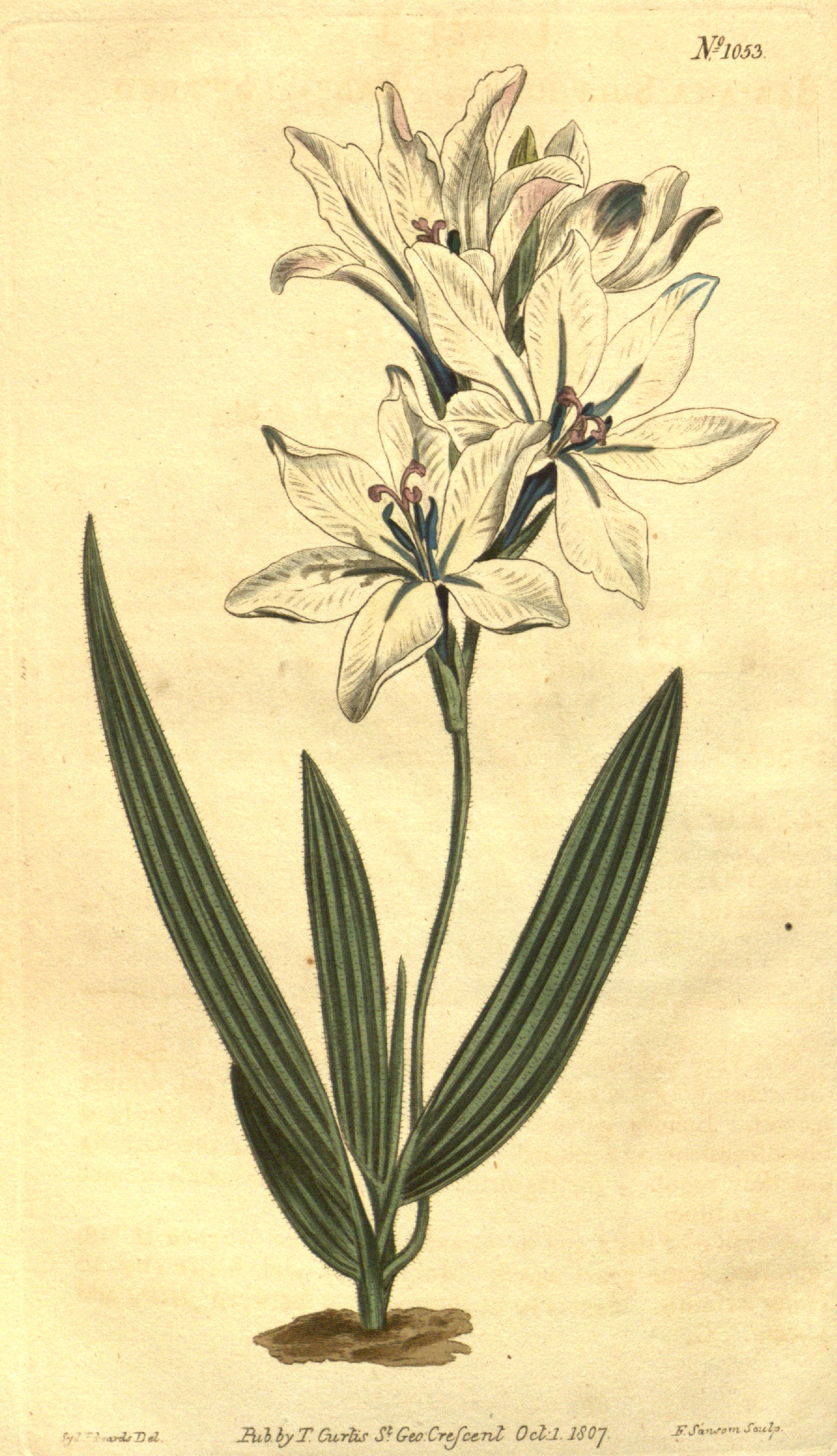
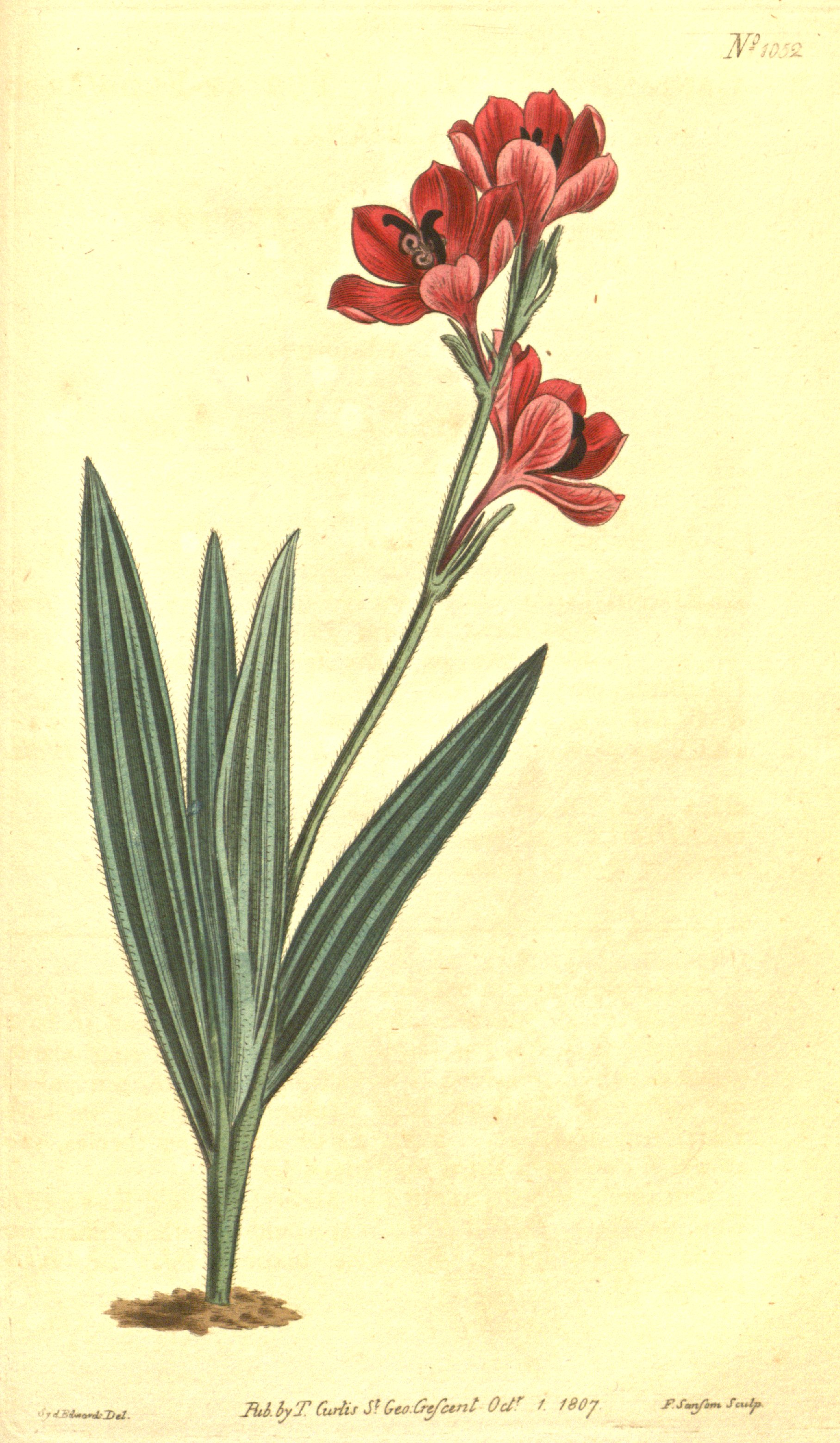